# لائحة التمائم الرسمية لكأس اتحاد كرة القدم الآسيوي
على الرغم من كون هذا الدوري ثاني أقدم دوري قارات بعد دوري كوبا أميركا، لم يتبنى هذا الدوري استخدام التمائم حتى قرابة نهاية القرن العشرين في حين بدأ دوري الأمم الأوروبية بهذا التقليد منذ عام ١٩٨٠م.هذا التأخر كان بسبب اختلاف الأقاليم و اختلاف الثقافات الذي أثر على قرار العديد من الدول المستضيفة في القارة، بالإضافة إلى قلة الإهتمام.بدأ كأس اتحاد كرة القدم الآسيوي باستخدام التميمة في عام ٢٠٠٠. حملت أول تميمة اسم نور و هي عبارة عن طائر دوري و كانت تميمة كأس آسيا في لبنان لعام ٢٠٠٠. منذ ذلك الحين عدا عن كأس عام ٢٠٠٧ كل بطولات كأس آسيا تميزت بتمائم. يمكن للمضيف اختيار عدد التمائم في البطولة فمثلا نسخة ٢٠١١ في قطر كان لها ٥ تمائم و كذلك الحال في في بطولة عام ٢٠١٩ في الإمارات العربية المتحدة بتميمتين على عكس باقي البطولات السابقة حيث اختاروا واحدة فقط. تتميز تميمة كأس آسيا بتنوعها؛ الأمر الذي يعكس صورة البلد المضيف غنية الموروث الثقافي.

## لائحة التمائم
إجمالي 8 تمائم منذ أن تم استحداثها في كأس آسيا عام 2000.
| البطولة       | التمائم                            | الوصف | صورة |
| ------------- | ---------------------------------- | --- | ---- |
| لبنان ٢٠٠٠    | نور                                | نور كان عبارة عن طائر دوري حملت أنشودة السلام و التطور و التناغم و اللعب العادل عاكسة وضع لبنان آنذاك. ابتليت الدولة بحرب أهلية و كانت تعتبر البطولة رمزاً للجمال المنتصر بعد تلك الأوقات العصيبة. |      |
| الصين ٢٠٠٤    | باي باي                            | باي باي، وهو قرد صيني،كان محبًا للمرح، ودودًا و ملونًا، بارعًا في لعب كرة القدم. يعتبر باي باي رمزاً يفتخر به في الثقافة الصينية و لعام 2004 الذي كان عام القرد في الصين. |      |
| قطر ٢٠١١      | زكريتي، ترانا، فريحة، صبوغ و تمبكي | زكريتي، ترانا، فريحة، صبوغ و تمبكي كانوا خمسة من الجرابيع (جمع جربوع)، وهو قارض يتواجد في صحراء قطر. تمت تسمية الشخصيات على أسماء مواقع مختلفة في شمال وجنوب وشرق وغرب قطر. |      |
| أستراليا ٢٠١٥ | نتميغ                              | نتميغ المعروف أيضًا باسم "نتميغ حيوان الومبت(حيوان صغير يشبه الدب) "، كان حيوان ومبت الذي تعتبر الدولة المضيفة أستراليا موطنه الأصلي. ارتدى ألوان كأس آسيا 2015 الأحمر والأصفر. تم تسميته على اسم مهارة في كرة القدم حيث يقوم اللاعب بمراوغة الكرة من خلال أرجل الخصم، والمعروفة باسم نتميغ (بالعربية جوزة الطيب) . |      |
| الإمارات ٢٠١٩ | منصور و جراح                       | منصور و جراح كان منصور طفلاً يتمتع بسرعة البرق والقدرة على تسجيل الأهداف، في حين كان جراح صقرًا عربيًا، رمزًا للأمة المضيفة (الإمارات العربية المتحدة) . |      |
| قطر 2023      | لم يحدد بعد                        | لم يحدد بعد |      |